# Běleč (przystanek kolejowy)
Běleč – przystanek kolejowy w miejscowości Běleč, w kraju środkowoczeskim, w Czechach. Znajduje się na wysokości 275 m n.p.m.
Jest zarządzany przez Správę železnic. Na przystanku nie ma możliwości zakupu biletów, a obsługa podróżnych odbywa się w pociągu.

## Linie kolejowe
- 172 Zadní Třebaň - Lochovice